# Godalming
Godalming este un oraș în comitatul Surrey, regiunea South East, Anglia. Orașul se află în districtul Waverley a cărui reședință este.